# Jonny Lindfors
Dan Jonny Mattias Lindfors, född 25 februari 1975 i Jukkasjärvi församling i Norrbottens län, är en svensk militär och sedan 2023 arméchef.

## Biografi
Lindfors avlade officersexamen 1998 och utnämndes samma år till fänrik vid Lapplands jägarregemente. Han har genomgått högre stabsutbildning vid Försvarshögskolan, har en magisterexamen i krigsvetenskap, har gått Danske Forsvarschefens Sikkerhedspolitiske Kursus och har utbildats vid US Army War College. Därtill har han tjänstgjort i Afghanistan och i Kosovo. Han befordrades till överste 2018[källa behövs] och var chef för Norrbottens regemente från den 1 oktober 2018 till den 17 januari 2021. Därefter stod han till förfogande hos chefen för Produktionsledningen i Högkvarteret från den 18 januari 2021  till den 15 mars 2021. Han befordrades 2021 till brigadgeneral och var chef för Förbandsproduktionsenheten i Produktionsledningen i Högkvarteret från den 16 mars 2021 till den 31 december 2022. Lindfors står sedan den 1 januari 2023 till förfogande hos chefen för Försvarsstaben. Han tillträdde den 18 juni 2023 befattningen som arméchef och befordrades därmed till generalmajor.
Jonny Lindfors invaldes som ledamot av Kungliga Krigsvetenskapsakademien 2022.